# Kisełycia
Kisełycia (keselica, kysielnica), łemkowska gęsta postna zupa z mąki owsianej. Potrawa wigilijna, według tradycji greckokatolickiej w województwie dolnośląskim i na podkarpaciu, oraz codzienna. Z wyglądu przypomina rzadki kisiel owsiany. 

## Historia
Kuchnia łemkowska nazywana jest kuchnią jałowej ziemi. Jak w większości regionów karpackich, tradycyjne pożywienie Łemków opierało się głównie na surowcach własnych, gdzie zdecydowanie przeważały pokarmy roślinne. Były to przede wszystkim mąki: owsiana, w mniejszym zakresie żytnia, ziemniaki oraz kapusta. W czasie postów, kiedy kisełycia była podstawą wyżywienia, spożywano ją bez omasty lub skąpo okraszoną olejem lnianym. Zupa jest jedną z łemkowskich potraw wigilijnych, która korzeniami sięga XVII wieku.   
W Dziełach Wszystkich, (tom 49) Oskara Kolberga, wydanych w 1974, jako monografia regionu Sanocko-Krośnieńskiego, wymieniona jest kysiłycia jako jedna z głównych potraw spożywanych przez ubogą ludność łemkowską.  

W Bóbrce we dworze (czeladź) jedzą rano około siódmej barszcz z mąki żytniej albo z owsianej, który ma nazwę kisielica (kisyłicia) (…) w Leszczowatem je się tutaj kisiełycię [czyli] żur owsiany, barszcz żytni lub buraczkowy(…) w Klimkówce jedzą zwykle kartofle, kapustę słodką szatkowaną, zalaną mlekiem słodkim, kisielnicę, czyli żur z owsianej mąki, czyr czyli lemieszkę z owsianej mąki na mleku, pirogi z kartoflami, kapustą, serem (…) Na Boże Narodzenie (na Swiat’ Weczir) wariut  strawy, tj. kapustu, pszenyciu (nie zaś kutia) z medom, pidpinky (grzyby), h’ołubci (w kapuścianym liściu zwita kasza), kartofle, krupy, bubelky, porohy, kapustu z bulamy, kyselyciu.

W kulturze Łemków, Wigilia, czyli tzw. Światyj Weczer, składa się z 12 dań wśród których jest kisyłycia.
Łemkowie zamieszkujący obecnie województwo dolnośląskie kontynuują tradycje kulinarne. Kysełycia przyrządzana jest przez Łemków osiadłych w Przemkowie i okolicach od 1947. Spożywają ją podczas świąt wielkanocnych i bożonarodzeniowych, podczas uroczystości rodzinnych, oraz we wszystkie postne dni.
W dniu 16 maja 2007, Kisełycia została wpisana na listę produktów tradycyjnych Ministerstwa Rolnictwa i Rozwoju Wsi w kategorii: Gotowe dania i potrawy w woj. dolnośląskim.

## Wartości odżywcze
Mąka owsiana zwiera witaminy z grupy B (B1, B2, B6), witaminy: D, E, K, kwas foliowy a także minerały: jak wapń, magnez, żelazo, fosfor, cynk, obecne są też śladowe ilości krzemu i potasu. 100 gramów mąki zawiera: 404 kcal (1690 kJ), 65,7 gramów węglowodanów, 14,7 gramów białka, 9,12 gramów tłuszczów i 6,5 gramów błonnika pokarmowego.

## Przygotowanie

### Składniki
Zakwas przygotowywany z razowej mąki owsianej, sól, majeranek, pieprz, listek laurowy, kilka ziarenek ziela angielskiego, kminek

### Wykonanie
Do zagotowanej wody z przyprawami, jest wlewany rozmieszany zakwas i całość ponownie zagotowana. Przyprawiona dla smaku solą, majerankiem i pieprzem, podawana z gotowanymi ziemniakami, w wersji niepostnej, okraszonymi smażoną cebulką i skwarkami. 